# Wijnbouw in Luxemburg
Luxemburg is een van de Europese landen die actief zijn in de wijnbouw.

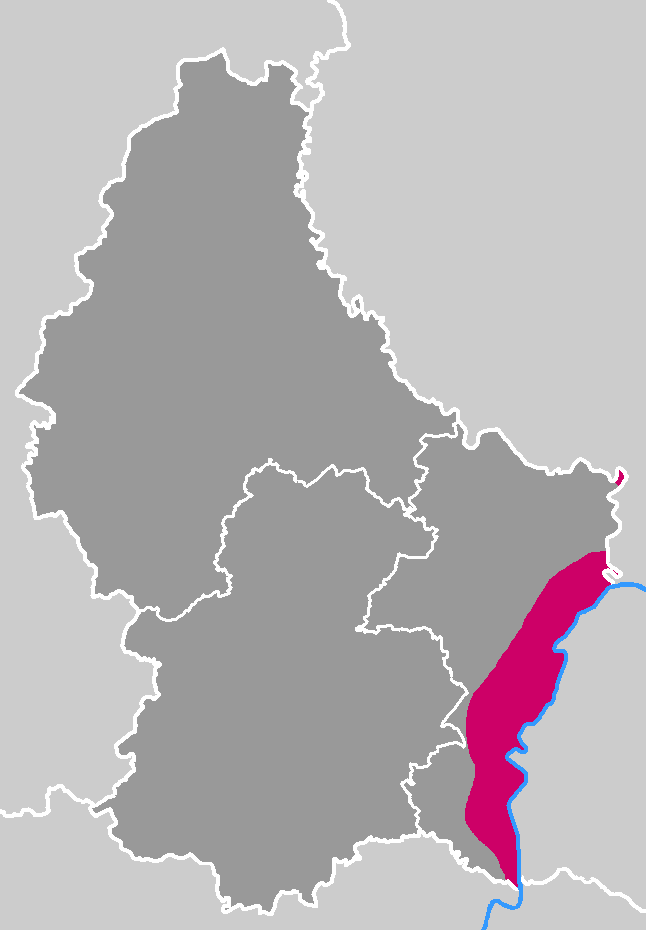
Wijnbouw in het stroomgebied van de Moezel. In het district Grevenmacher

## Geschiedenis
Hoewel de wijnbouw in Luxemburg erg oud is, kende het in de Middeleeuwen zijn eerste bloei. Al ver voor die tijd werden ook hier veel kloosters gebouwd waar men zich met wijnbouw bezighield.

Begin 18e eeuw zijn de wijngaarden hier verdwenen door het invallen van de Kleine IJstijd en diverse conflicten.
In 1767 heeft het Oostenrijks bewind (1714-1795) middels een edict hier zelfs een gelijktijdige teelt van wijndruiven en groenten verboden.

Vanaf de jaren 70 van de 19e eeuw werden er vooral Elbling-druiven verbouwd. De hiervan gemaakte eenvoudige wijn werd in Duitsland met andere wijnen versneden.

1911 Is het jaar van oprichting van de “Fédération des associations viticoles du Grand-Duché de Luxembourg” (Verbond der wijnbouwverenigingen van het Groothertogdom Luxemburg). De handen werden ineen geslagen en korte tijd later ontstonden de eerste coöperatieve wijnhuizen.
Nu, begin 21e eeuw, maken ruim 50 wijndomeinen als zelfstandig wijnproducent voor 1/5 deel uit van de wijnproductie. Een iets kleiner deel is producent/handelaar.

Pas in 1985 komt de invoering van de “Moselle Luxembourgeoise - Appellation Contrôle”. Daarmee hebben de Luxemburgse kwaliteitswijnen een officiële herkomst benaming gekregen. Drie jaar later, in 1988, krijgen hun mousserende kwaliteitswijnen een “Marque Nationale” de Crémant de Luxembourg”.

## Ligging

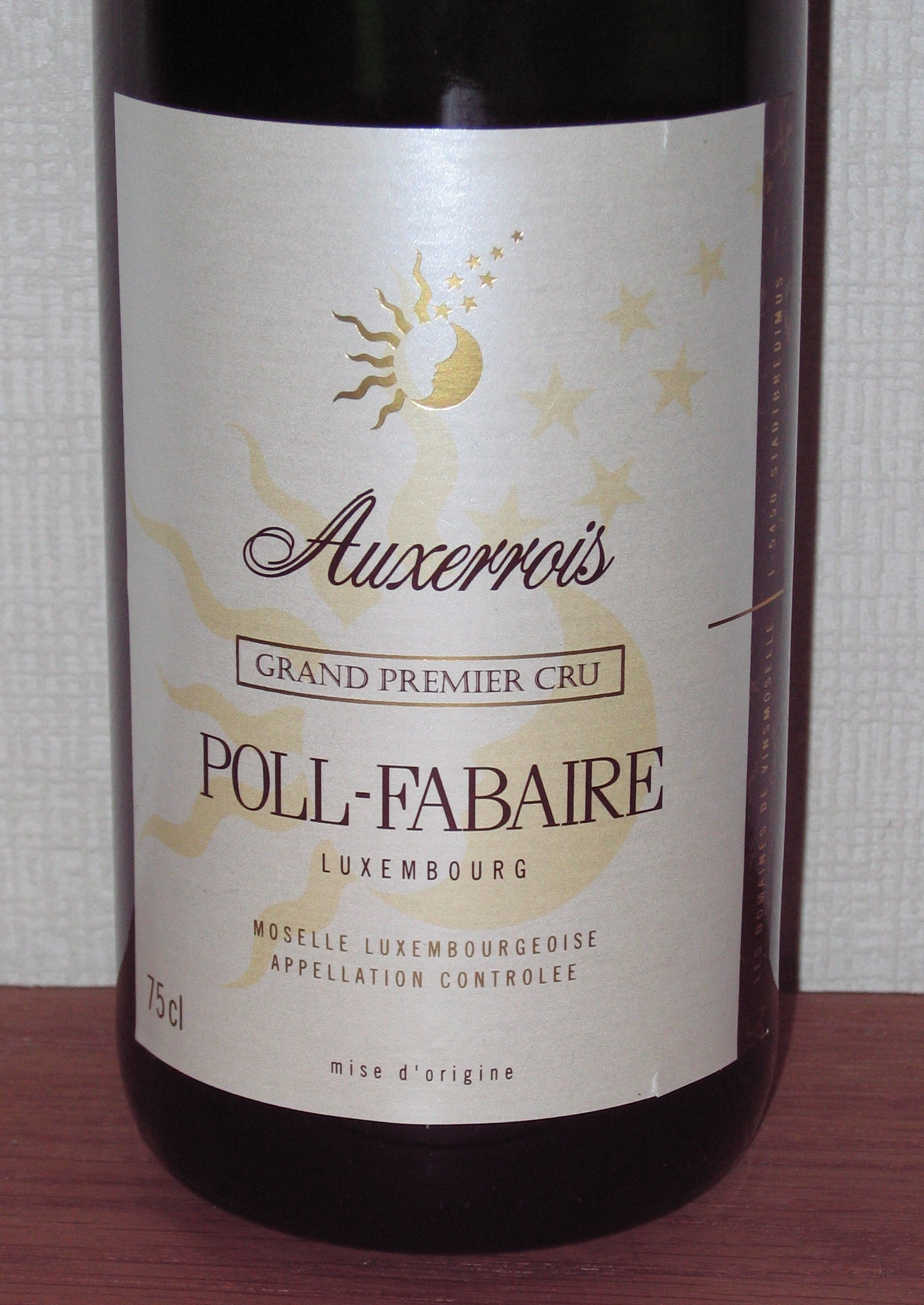

De meeste wijngaarden zijn langs de Moezel gelegen. Deze stroomt vanuit het zuiden langs de Frans/Duitse grens bij Schengen het land binnen. Langs de oostgrens vervolgt zij haar weg om ruim veertig kilometer verder, bij Wasserbillig, naar het oosten af te buigen en het land te verlaten.

## De wijnen
De wijnstokken uit het Luxemburgse Moezeldal, de Sûre en Our zijn aangelegd op 1200 ha wijnland (2008) met mergel en kalkhoudende bodem.
Het zijn overwegend lichte, frisse witte zomerwijnen die hier verbouwd worden. Net als in de Elzas worden zij ook hier bij hun druivennaam genoemd.
Een volgens de méthode traditionnelle gemaakte mousserende wijn is de “Crémant de Luxembourg”.
Elbling is hier een van oudsher veel voorkomende druivenras. Het levert eenvoudige, dorstlessende wijnen.
Riesling wordt ook steeds meer verbouwd en is er vooral voor de betere kwaliteitswijnen.
Auxerrois blanc doet het in Luxemburg opvallend goed. Geschikt voor goede krachtige doch fruitige wijnen.
Müller-Thurgau (verkocht onder de naam Rivaner) is hier de meest voorkomende druivensoort. De wijnen zijn zacht en moeten jong gedronken worden.
Pinot noir wordt gebruikt voor het beetje rosé en rode wijnen dat er verbouwd wordt.
Voorts verbouwt men nog in mindere mate Pinot gris, Pinot blanc en Gewürztraminer.
Jaarlijks wordt er een wijnkoningin gekozen om de consument over de nationale wijn te informeren.

## Klassering

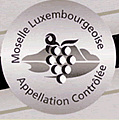

In Luxemburg moeten de wijnen aan bepaalde wettelijke eisen voldoen.
Wijnen moeten daarnaast door een commissie worden onderzocht. Men werkt met een 20-puntensysteem. Om voor het Appellation Contrôle in aanmerking te komen moet een wijn minimaal 12 punten scoren. Dit is de eerste kwaliteitstrap.

De volgende trap is de “Vin Classé”. Deze wijnen scoren tussen de 14 en 15,9 punten.

“Premier Cru” scoort tussen de 16 en 17,9 punten en de hoogste trap is de “Grand Premier Cru” met meer dan 18 punten.